# Фортюне, Яссин
Ясси́н Энзо́ Фортюне́ (фр. Yassin Enzo Fortuné; родился 30 января 1999 года, Обервилье, Франция) — французский футболист, нападающий клуба «Кевийи Руан».

## Клубная карьера
Яссин родился во Франции в семье гаитянца и алжирки. Фортюне начал заниматься футболом в «Стейнс», а после играл аз молодёжные команды «Ред Стара» и «Ланса». В 2015 году в возрасте 16 лет он подписал свой первый профессиональный контракт с лондонским «Арсеналом». Сумма трансфера составила 3 млн фунтов. За основной состав канониров Яссин так и не сыграл, выступая за юношеские и молодёжные составы команды. Летом 2018 года его контракт с «Арсеналом» истёк и Фортюне на правах свободного агента заключил четырёхлетнее соглашение со швейцарским «Сьоном». 22 сентября в матче против «Тюна» он дебютировал в швейцарской Суперлиге. 30 сентября в поединке против «Люцерна» Яссин забил свой первый гол за «Сьон».

## Международная карьера
В 2016 года в составе юношеской сборной Франции Фортюне принял участие в юношеском чемпионате Европы в Азербайджане. На турнире он сыграл в матчах против команд Англии, Дании и Швеции.